# Baza rybacka

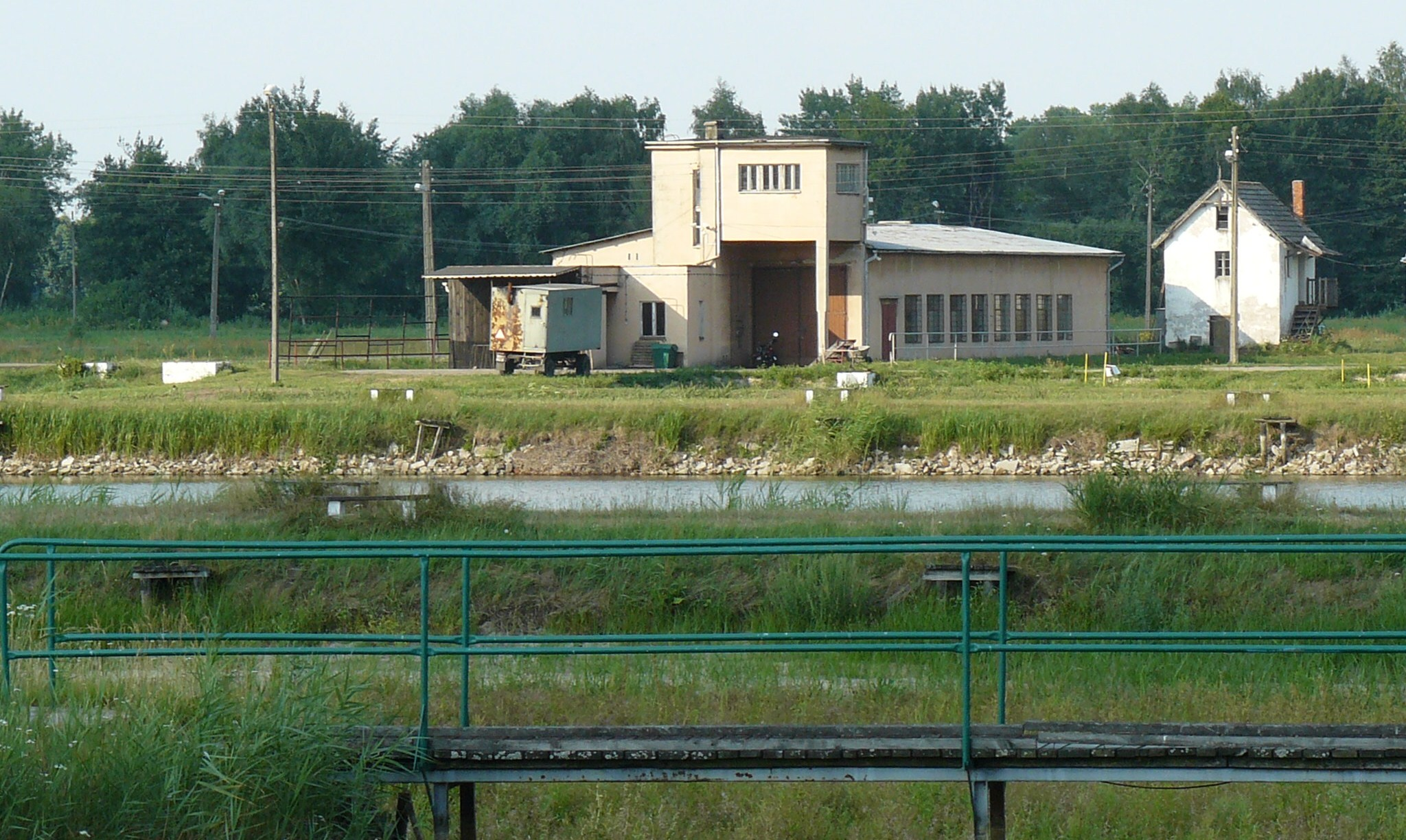
Stawy Milickie - baza rybacka w Rudzie Sułowskiej

Baza rybacka (dla mniejszych zbiorników wodnych: rybaczówka) – zespół zabudowań, które stanowią ośrodek dyspozycyjny do organizowania połowów gospodarczych, zarybiania, ochrony rybostanu oraz innych działań związanych z gospodarką rybacką na określonym terenie.
W skład bazy rybackiej wchodzą:
- budynki mieszkalne dla pracowników gospodarstwa rybackiego, których stała obecność w miejscu jest wymagana potrzebami gospodarczymi,
- budynki (pomieszczenia) magazynowo-gospodarcze, m.in.
  - pomieszczenie do manipulacji odłowionymi rybami,
  - baseny na żywe ryby,
  - chłodnia (większe bazy) lub szafa chłodnicza,
  - pomieszczenie do montażu i konserwacji narzędzi połowowych,
- szopa lub zadaszony fragment powierzchni - składowisko łodzi, beczek, pojazdów mechanicznych i innych środków trwałych o dużych gabarytach.

Baza winna być umieszczona maksymalnie blisko brzegów rzeki lub zbiornika wodnego i ogrodzona, przy czym teren ogrodzony powinien posiadać dużą wolną powierzchnię na rozmieszczenie wieszadeł na sieci rybackie oraz na manipulowanie łodziami i taborem samochodowym. W przypadku większych zbiorników wodnych konieczne jest wybudowanie specjalnej przystani, a nawet falochronu, chroniącego przed falowaniem i zamulaniem przystani. Konieczna jest droga dojazdowa z utwardzoną nawierzchnią.